# Atrasana vittata
Atrasana vittata är en fjärilsart som beskrevs av Sergius G. Kiriakoff 1969. Atrasana vittata ingår i släktet Atrasana och familjen tandspinnare. Inga underarter finns listade i Catalogue of Life.